# Пекурень
Пекурень, Пекурені (рум. Păcureni) — село у повіті Муреш в Румунії. Входить до складу комуни Глодень.
Село розташоване на відстані 274 км на північний захід від Бухареста, 12 км на північ від Тиргу-Муреша, 74 км на схід від Клуж-Напоки, 138 км на північний захід від Брашова.

## Населення
За даними перепису населення 2002 року у селі проживали 265 осіб.
Національний склад населення села:
| Національність | Кількість осіб | Відсоток |
| -------------- | -------------- | -------- |
| угорці         | 260            | 98,1%    |
| румуни         | 5              | 1,9%     |

Рідною мовою назвали:
| Мова      | Кількість осіб | Відсоток |
| --------- | -------------- | -------- |
| угорська  | 260            | 98,1%    |
| румунська | 5              | 1,9%     |